# 九三学社河南省委员会
九三学社河南省委员会，简称九三河南省委、九三学社河南省委、河南九三学社，是九三学社在河南省的地方组织。

## 历史
1956年秋，九三学社中央开始在河南省发展社员，先后成立郑州、开封、洛阳三个直属小组。此后，由于反右运动和文化大革命，民主党派工作基本处于停滞状态。1980年4月，成立九三学社郑州公社。此后开始筹建成立省委会。1982年12月，成立九三学社河南省工作委员会筹备组，1984年1月改称九三学社河南省委员会筹备组。1985年6月17日至21日，九三学社河南省第一次社员代表大会在郑州召开，选举产生第一届委员会，标志着九三学社河南省委员会的正式成立。

## 组织机构
机关职能部门
- 办公室
- 组织处
- 宣传处
- 参政议政处
- 社会服务处
- 研究处
- 社内监督办公室

专门委员会
- 科技委员会
- 教育委员会
- 医药卫生委员会
- 文化委员会
- 经济委员会
- 农业农村委员会
- 社会发展委员会
- 法治委员会
- 资源环境委员会
- 城乡建设委员会

工作委员会
- 青年工作委员会
- 妇女工作委员会
- 企业家工作委员会
- 健康促进工作委员会
- 参政议政咨询工作委员会
- 参政党理论研究工作委员会
- 思想宣传工作委员会

## 历届委员会
第一届
- 任期：1985年6月－
- 主任委员：左明生
- 副主任委员：孟宪德、何家泌
- 秘书长：胡生

第二届
- 任期：－
- 主任委员：左明生
- 副主任委员：
- 秘书长：

第三届
- 任期：－
- 主任委员：左明生
- 副主任委员：张涛
- 秘书长：

第四届
- 任期：－
- 主任委员：张涛
- 副主任委员：
- 秘书长：

第五届
- 任期：2002年8月－2007年8月
- 主任委员：张涛
- 副主任委员：
- 秘书长：

第六届
- 任期：2007年8月－2012年6月
- 主任委员：张亚忠[2]
- 副主任委员：戚建庄、舒安娜、王云龙、孙运锋、杨书廷、高继海
- 秘书长：

第七届
- 任期：2012年6月－2017年6月
- 主任委员：张亚忠[3]
- 副主任委员：孙运锋、戚建庄、舒安娜、王云龙、杨书廷、高继海、陈志民
- 秘书长：

第八届
- 任期：2017年6月－2022年6月
- 主任委员：张亚忠[4]
- 副主任委员：孙运锋、陈志民、肖宏滨、刘建发、董撵群、章锦丽、熊静香
- 秘书长：王治华

第九届
- 任期：2022年6月－
- 主任委员：孙运锋[5]
- 副主任委员：章锦丽、郑直、苗琛、王燕飞、李秋红、单崇新、李高鹏
- 秘书长：王治华